# Judäa (Staatsidee)

Vorgeschlagene Lage des Staates Judäa

Die Gründung eines  Staates Judäa (מְדִינַת יְהוּדָה, Medīnat Yəhuda) ist ein  Vorschlag im Rahmen der Dreistaatenlösung, der die Gründung eines jüdischen Staates im Westjordanland vorsieht.
Diese Form der Staatenlösung wird insbesondere von den Israelischen Siedlern und Kahanisten vertreten. Januar 1989 erklärten einige hundert Siedler den Wunsch diesen Staat zu gründen. Auch der Rabbiner Shalom Dov Wolpo vertrat 2007 diese Idee. Die vorgeschlagene Flagge ist der Flagge Israels sehr ähnlich, zeigt aber noch eine Menora. Alternativ werden auch die zwei steinernen Tafeln mit den Zehn Geboten dargestellt, die Moses nach der Überlieferung der Tora auf dem Berg Sinai erhalten haben soll.

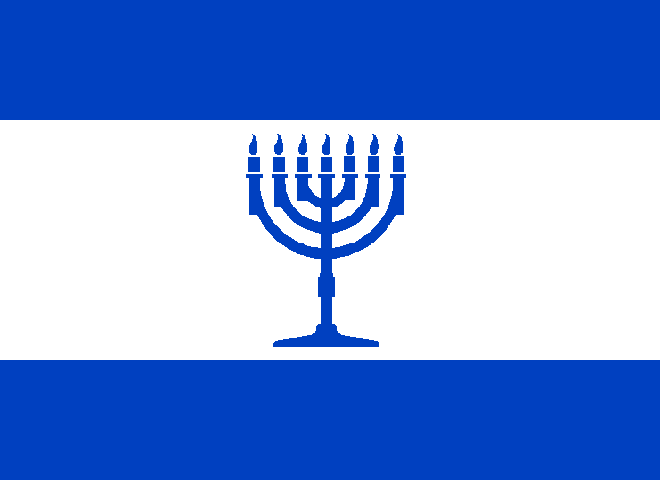
Vorgeschlagene Flagge des Staates Judäa.
Alternativ vorgeschlagene Flagge des Staates Judäa.